# Wasini

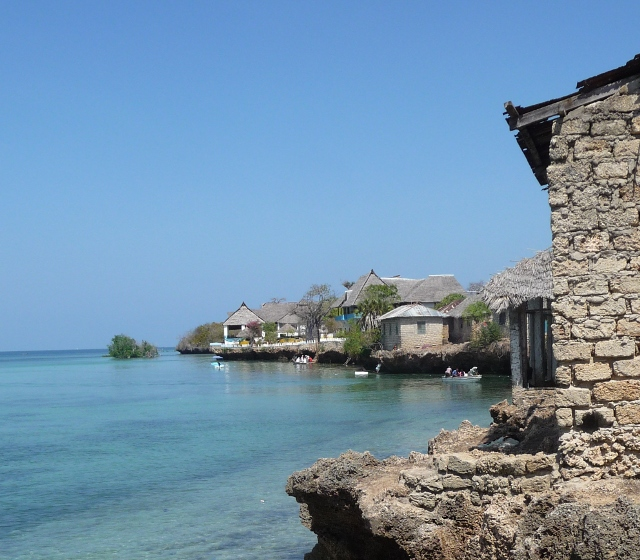
Wasini

Wasini är en ö i Kenya, strax norr om gränsen mot Tanzania i Indiska Oceanen. Ön gränsar till Kisite-Mpunguti marina nationalpark och är omkring fem kilometer lång och en kilometer bred, med långsidan mot kusten och den närmaste fastlandsorten, Shimoni. Wasini hör till Kwale distrikt i provinsen Coast.  De flesta av de omkring 1 500 invånarna är etniska fuba och den huvudsakliga religionen är islam.
Ön har en lång historia som handelsort på swahilikusten. I dag är ön fattig. Distriktet Kwale har till de tio distrikt i Kenya med störst andel invånare under fattigdomsgränsen. Småskaligt fiske och turism utgör inkomstkällor. Färskvattenbrist är ett problem, och befolkningen är beroende av vattenleveranser från fastlandet.